# محمد جولديه جالو
محمد جولديه جالو هو سياسي سيراليوني يشغل حالياً منصب نائب رئيس جمهورية سيراليون منذ 4 أبريل 2018.